# Mattioli Battista di Baldassarre
Mattioli Battista di Baldassarre ou Baldassarre Mattioli (Pérouse, 1443 - 1474) est un peintre italien qui fut actif en Ombrie au Quattrocento.

## Œuvres
- Madonna con Bambino, tempera sur bois (125 × 63 cm), Galerie nationale de l'Ombrie, Pérouse[1].
- Gonfanon sculpté biface (1453), Musée de l'Œuvre du Duomo, Pérouse.